# Johannes Öhquist

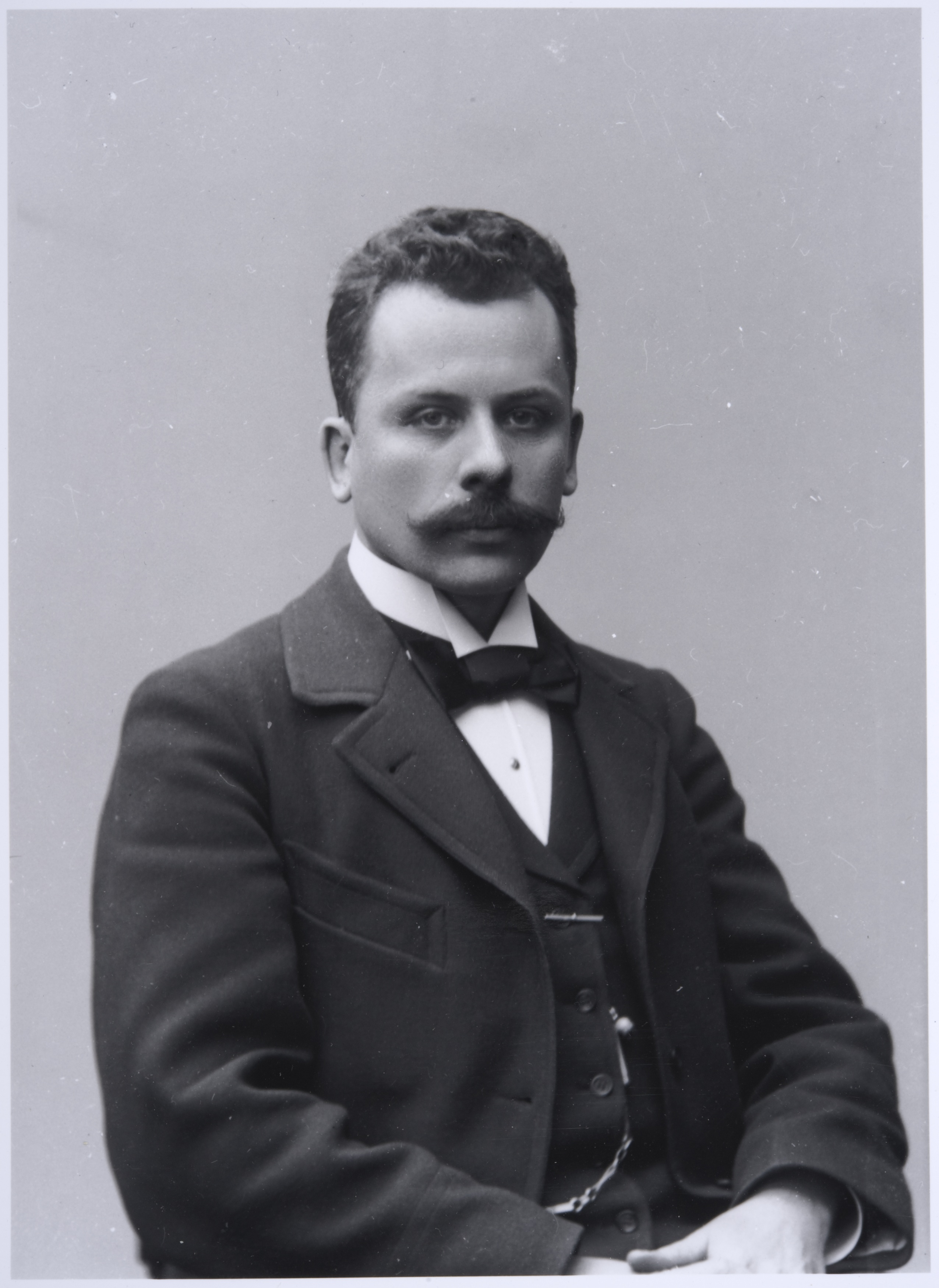
Johannes Öhquist im Jahr 1897. (Photographie von Daniel Nyblin.)

Johannes Wilhelm Öhquist (* 6. Dezember 1861 in Slawjanka bei Sankt Petersburg, Russland; † 15. Oktober 1949 Wolfach, Baden, Deutschland) war ein finnischer Beamter, Sprachlehrer, Kunsthistoriker und politisch aktiver Schriftsteller. 
Er förderte die deutsch-finnischen Kulturbeziehungen, die Ausbreitung der deutschen Sprache sowie Informationen über Finnland. Er versuchte ab 1940 die Ideologie des Nationalsozialismus in Finnland zu verbreiten. Johannes Öhquist war mit Rita Öhquist verheiratet. Aus seiner ersten Ehe entstammte sein Sohn Harald Öhquist, finnischer Generalleutnant.

## Leben
Johannes Öhquists Vater, Johannes Christoffer (Risto) Öhquist, war Priester und diente später als Gemeindepfarrer in der Gemeinde St. Maria in Sankt Petersburg, Russland. Seine Mutter, Olga Maria Avenarius, war deutscher Abstammung und erzog Johannes Öhquist in ihrer Muttersprache Deutsch. Er erlernte in der Schule neben Deutsch auch Schwedisch und Russisch sowie Finnisch. 
Öhquist immatrikulierte sich 1881 an der Universität Sankt Petersburg und studierte Jura von 1881 bis 1884, später in Moskau 1884 bis 1886 und dann an der Universität von Helsinki, die er im Jahr 1887 mit dem Juraexamen verließ. 
Er war von 1888 bis 1910 Archivar in der Staatskanzlei des Generalgouverneurs von Finnland sowie von 1895 bis 1916 Dozent der deutschen Sprache an der Universität von Helsinki. Darüber hinaus war er 1890 Deutschlehrer in mehreren Schulen in Helsinki, unter anderem Svenska Normallyceum 1893–1894 und Nya svenska läroverket 1895–1897. Öhquist veröffentlichte eine Reihe deutschsprachiger Lehrbücher und einen Lehrplan, die für Jahrzehnte genutzt wurden.
Öhquist diskutierte mit Literatur- und Kunstkritikern über den Anfang der 1900er Jahre in Finnland. Er hatte im Jahr 1912 das Buch der finnischen Kunstgeschichte veröffentlicht, das die erste umfangreiche Präsentation dieses Themas war. Öhquist versuchte sich auch als Schriftsteller und Dichter, veröffentlichte jedoch im Laufe seines Lebens nur drei Romane und Gedichte. 1925 erhielt er den Titel des Professors.
Öhquist hatte umfangreiche Kontakte zu deutschen und österreichischen Zeitungen, Verlagen und prominenten Personen. Bis zum Jahr 1918 veröffentlichte er 20 Bücher, einige von ihnen unter den Pseudonymen Wilhelm Habermann, Wilho Suomalainen und Richard Schreiber. Darüber hinaus veröffentlichte Öhquist in den Jahren 1901 bis 1902 hunderte Aufsätze in der Finnländischen Rundschau. 
Während des Ersten Weltkrieges war er Soldat und diente von 1916 bis 1918 finnischen Aktivisten in deren Berliner Büro („Finnländisches Büro“).
Nach der Unabhängigkeit Finnlands ging Öhquist 1919 an die finnische Botschaft in Berlin, wo er zunächst als Offizier begann. Nachdem er im Jahr 1927 in den Ruhestand gegangen war, arbeitete er als freier Schriftsteller. Auch im Ruhestand nahm er eine führende Rolle in deutschsprachigen finnischen Veröffentlichungen ein. 
Der Aufstieg der Nationalsozialisten und die Machtergreifung Hitlers im Jahre 1933 fanden in Öhquist schnell einen Unterstützer der neuen Ideologie. Er veröffentlichte 1938 mit Unterstützung des deutschen Propagandaministeriums das Buch Die Geburt des Nationalsozialismus, das auch ins Schwedische und Deutsche übersetzt wurde. Im Deutschen Institut erschien 1941 das Buch Das Reich des Führers. Ab 1940 lebte Öhquist dauerhaft in Wolfach (Schwarzwald).
Johannes Öhquist war dreimal verheiratet. Aus erster Ehe gingen zwei Kinder hervor, von denen eins der spätere Generalleutnant Harald Öhquist war. Johannes Öhquists Bruder war der finnische Schriftsteller Alexander Öhquist.

## Erfolge als Schachspieler
Johannes Öhquist war Mitbegründer des 1886 gegründeten Helsinkier Schach-Clubs, dessen Vizepräsident er von 1886 bis 1892 sowie Vorsitzender von 1892 bis 1897 und von 1901 bis 1906 war, sowie Ehrenmitglied ab 1911.

## Veröffentlichungen
- Der Pilger, 1908
- Finnische Kunst-Geschichte, 1912
- Das politische Leben Finnlands, 1916
- Aus der Versdichtung Finnlands, 1918
- Leijonalippu, 1923
- Der kristallene Turm, 1928
- Finnland, 1928
- Deutsche Finnlandbibliographie, 1929
- Zeitgenössische Kunst in Finnland, 1929
- Neuere bildende Kunst in Finnland, 1930
- Das Dritte Reich, 1938
- Das Reich des Führers, 1941, Röhrscheid Verlag

## Zur Nachwirkung
Der literarische Nachlass von Johannes Öhquist befindet sich in der Finnischen Nationalbibliothek. 